# Annie Gosfield
Annie Gosfield (Filadèlfia, 11 de setembre de 1960) és una compositora resident a Nova York que treballa els límits entre la música notacional i la música improvisada, els sons electrònics i acústics, el timbre refinat i el soroll. Compon per al seu propi grup i també per a altres als quals porten la seva música a festivals, fàbriques, clubs, espais d'art i sales de concerts. Gran part del seu treball combina instruments acústics amb sons electrònics, incorporant fonts inusuals com ara sons de satèl·lits, màquines i sorolls industrials. La improvisació és una tècnica clau en les seves obres i utilitza freqüentment instruments musicals alterats.

## Treball
El seu treball inclou composicions a gran escala, òperes, treballs orquestrals, música de cambra, música electrònica, projectes de vídeo i música per a dansa. Utilitza notacions tradicionals, improvisacions i tècniques ampliades per explorar un món sonor que elimina els límits entre música i soroll. La seva música s'inspira sovint en la bellesa inherent a sons no musicals, com màquines, pianos destruïts i registres de 78 rpm. La seva forma de treballar amb els músics, mitjançant una relació estreta i personal, li permet destacar les qualitats úniques de cada intèrpret.
Les composicions de Gosfield han estat interpretades internacionalment per The Bang on a Can Allstars, l'Agon Orchestra, Joan Jeanrenaud, Fred Frith, Felix Fan, Roger Kleier, Blair McMillen, William Winant, the FLUX Quartet, Miami String Quartet, Silesian String Quartet, So Percussion, Talujon Percussion, Newband i molts més a festivals com Warsaw Autumn, ISCM World Music Days, Bang on a Can Marathon, Festival de Música Contemporània de Huddersfield, Festival de Música de Cambra de Santa Fe, Festival Actuelle, Wien Modern, OtherMinds, Spoleto Festival USA, Company Week, Taktlos i al festival Radical New Jewish Culture.
El novembre de 2017, la orquestra filarmònica de Los Angeles va presentar la primera òpera de Gosfield, un ambient original de The War of the Worlds d'Orson Welles, adaptat i dirigit per Yuval Sharon, que es va interpretar tant a l'interior del Walt Disney Concert Hall com als carrers de Los Angeles simultàniament.
Gosfield ha compost una obra específica per a una fàbrica a Alemanya, ha col·laborat en instal·lacions amb l'artista Manuel Ocampo i ha creat un video per a una orquestra imaginària d'instruments destruïts. Ha treballat amb molts coreògrafs, incloent Karole Armitage, Pam Tanowitz i Susan Marshall. La seva música per a la dansa ha estat presentada a la Venice Biennale, al festival Next Wave de l'Acadèmia de Música de Brooklyn (BAM), al Teatre Olímpic (Roma), al Teatre Joyce, la Jacob’s Pillow i al Teatre Duke. Era la neboda del gran actor Maurice Gosfield
Les composicions a gran escala inclouen Daughters of the Industrial Revolution, una peça inspirada en les experiències dels seus avis com a immigrants a la ciutat de Nova York durant la Revolució Industrial que va ser encarregada per la MAP fund ii es va estrenar al teatre The Kitchen l'any 2011. Aquesta és una de les peces que va ser representada per l'Athelas Sinfonietta amb el trio d'Anne en una gira per quatre ciutats del Regne Unit.
El seu treball ha estat perfilat a The New York Times, The New Yorker, a National Public Radio, la revista The Wire, Contemporary Music Review, Avant Magazine, Strings Magazine, MusikTexte, així com el llibre "Music and the Creative Spirit". Gosfield va rebre el premi Foundation for Contemporany Arts al 2008 i recentment ha rebut beques de la Fundació McKnight, la Fundació per a les Arts de Nova York i la Fundació Siemens.
La seva música apareix a quatre discos en solitari de Tzadik Records. El llançament del 2012, titulat "Almost Truths and Open Deceptions", inclou un concert per a violoncel, una peça per a piano i ones de ràdio. Composicions inspirades en gravacions de 78 rpm, en el beisbol i la revolució industrial, interpretats per Annie Gosfield Ensemble, Felix Fan, Quartet Flux, Real Tranquil, Blair McMillen, David Cossin i Pearls Before Swine Experience. El seu tercer llançament, Lost Signals i Drifting Satellites, inclou peces tant per a violí acompanyat de transmissions per satèl·lit, com peces de violí i cambra interpretades per Joan Jeanrenaud i el Quartet Flux. El seu anterior CD Tzadik, Flying Sparks i Heavy Machinery presenta dues peces inspirades en la seva residència del 1999 a les fàbriques de Nuremberg, Alemanya. Burnt Ivory and Loose Wires, la seva primera pel·lícula en solitari per a Tzadik, se centra en el seu treball per al piano desafinat.
Gosfield va ser professora de composició Milhaud al Mills College durant el 2003 i 2005, professora a la Universitat de Princeton el 2007, i artista a Cal Arts el 1999.
L'escriptura musical de Gosfield ha aparegut en quatre assaigs publicats per "The TimeSelect" del The New York Times, i el seu assaig "Fiddling with Sputnik" va ser publicat a Arcana II. És col·laboradora a "The Score", el blog del New York Times on els compositors debaten sobre el seu treball i sobre els problemes relacionats amb la creació de música al segle xxi.

## Discografia
| Disc                                 | Any  | Intèrprets                                                                                          | Temes |
| ------------------------------------ | ---- | --------------------------------------------------------------------------------------------------- | --- |
| Burn Ivory and Loose                 | 1998 | -Gosfield's ensemble -Rova Saxophone Quartet -Ted Mook                                              | 1.Nickolaievski 2.Freud 3.The Manufacture of Tangled Ivory: Part I 4.The Manufacture of Tangled Ivory: Part II 5.Four Roses 6.Blue Serge 7.Brawl |
| Flying Sparks and Heavy Machinery    | 2001 | -Gosfield's ensemble -Flying Sparks -Heavy Machinery -Flux Quartet -Talujon Percussion              | 1.Rotation 2.The Rails to Fürth 3.From Lever to Whel 4.The Unaflow Principle 5.Friction 6.Puncher 7.The product of Force and Motion 8.Mechanical Firing of a yellow Pipe 9.Impulse Turbine 10.Combustion Chamber 11.Flying Sparks and Heavy Machinery |
| Lost Signals and Drifting Satellites | 2004 | -Joan Jeanrenaud -The Flux Quartet -George Kentros                                                  | 1.Lighthearted 2.Lost Signals and Drifting Satellites 3.Mentryville 4.The Harmony of the Body-Machine |
| Almost Truths and Open Deceptions    | 2012 | -Annie Gosfield Ensemble -Flux Quartet -Real Quiet -Blair McMillen -Pearls Before Swine Experiencie | 1.Wild Pitch 2.Phantom Shakedown 3.Almost Truths and Open Deceptions 4.Daughters of the Industrial Revolution 5.Cranks and Cactus Needles |